# サヨナラの向こう側
「サヨナラの向こう側」（さよならのむこうがわ）は、風味堂の9枚目のシングル。2007年8月15日発売。発売元はビクターエンタテインメント。

## 解説
7枚目の「愛してる」以来のドラマ主題歌。(テレビ朝日系列「警視庁捜査ファイル～さくら署の女たち」)またこの曲で2度目のミュージックステーション出演を果たしている。
「手をつないだら」から始まった『風味堂 恋空3部作』の最終作であり、この3曲のイメージドラマを公開している。
通常版には「恋空君ステッカー」「着うたプレゼント」、初回版にはそれに加えPVとオリジナルドラマ、Zepp Tokyoにおける「風味堂ライブ2007 Zeppツアー今夜こっちコイヤ」のライブ映像を収録したDVDが封入されている。

## 収録曲
全曲とも作詞・作曲：渡和久。
1. サヨナラの向こう側
テレビ朝日系ドラマ『警視庁捜査ファイル～さくら署の女たち』主題歌。プロデュースは亀田誠治。恋空3部作の最終作。
2. Sweet Home
3. クラクション・ラヴ―ONIISAN MOTTO GANBATTE― (From 鍵盤エクスタシーVol.3)

## 演奏
サヨナラの向こう側
- 渡和久：Vocal, Background Vocal, Acoustic Piano, Keyboards
- 鳥口マサヤ：Electric Bass
- 中富雄也：Drums

Sweet Home
- 渡和久：Vocal, Background Vocal, Acoustic Piano
- 鳥口マサヤ：Electric Bass
- 中富雄也：Drums, Percussion
- 山本隆二：Clavinet, Keyboards
- 坂井"Lambsy"秀彰：Percussion

クラクション・ラヴ ｰONIISAN MOTTO GANBATTEｰ (from 鍵盤エクスタシー Vol.3)
- 渡和久：Vocal, Acoustic Piano
- 鳥口マサヤ：Electric Bass, Background Vocal
- 中富雄也：Drums, Background Vocal
- 島裕介：Trumpet
- 五十嵐誠：Trombone
- 武嶋聡：Tenor Sax
- 後関好宏：Baritone Sax